# Holobremia lignicola
Holobremia lignicola är en tvåvingeart som beskrevs av Jean-Jacques Kieffer 1913. Holobremia lignicola ingår i släktet Holobremia och familjen gallmyggor. Inga underarter finns listade i Catalogue of Life.